# Sugár Rezső
Sugár Rezső (Budapest, 1919. október 9. – Budapest, 1988. szeptember 22.) Erkel Ferenc- és Kossuth-díjas magyar zeneszerző, zenepedagógus. Sugár Miklós édesapja.

## Élete, munkássága
Édesapja a Feneketlen-tónál lévő Szent Imre plébániatemplom karnagya, orgonistája volt. Gyermekévei után 1937-ben kezdte meg tanulmányait az Országos Magyar Királyi Zeneakadémia zeneszerzés szakán, Budapesten, ahol Kodály Zoltán tanítványa volt. 1942-ben megszerezte a tanári oklevelet, majd 1943-ban tanítóképző-intézeti oklevelet szerzett.
Az iskolák elvégzése után tanítani kezdett: 1943 és 1946 között középiskolai tanárként, 1946 és 1949 között a Székesfővárosi Felsőbb Zeneiskolában dolgozott. 1949-től a Bartók Béla Zeneművészeti Szakiskolában, 1966-tól a Liszt Ferenc Zeneművészeti Főiskola Tanárképzőjének budapesti tagozatán tanított, majd 1968-tól a Zeneakadémia zeneszerzés tanszékvezető tanáraként dolgozott 1979-ig.
Sugár Rezső a Kodály-tanítványok későbbi nemzedékéhez tartozik, kompozícióiban ezért természetes módon jelenik meg a kodályi hatás. A zene számos műfajában alkotott, szimfonikus és kamarazene-művek, oratóriumok, zongoradarabok, dalok, kórusművek stb. találhatók életművében. Sugár – stílusában – tagadhatatlanul magyar zeneszerző, e hagyományok folytatója, a magyar nemzeti stílus továbbvivője; művei – az egyéni jelleg mellett – gyakran népzenei ihletésűek. Egyik legismertebb műve a Romhányi József szövegére írt Hősi ének című oratórium, amelyet először a Magyar Rádió mutatott be 1952 októberében, a Rádiózenekar előadásában. Zeneszerzői korszakának második szakasza az 1950-es évek végétől bontakozott ki. Munkái elismeréseként és tiszteletére nevét viseli a Sugár Rezső Alapfokú Művészetoktatási Intézmény Dabason.
Fia Sugár Miklós zeneszerző, karmester.

## Főbb művei
- Vonóstrió (1941–1942)
- Szerenád (két hegedű, brácsa, 1943)
- Hegedű-zongora szonáta (1946)
- Három vonósnégyes (1947, 1950, 1969)
- Divertimento (1948)
- M. Hunyadi (Hősi ének) (oratórium, 1951)
- Szvit (1954)
- Nyitány (1954)
- Szimfonietta (1955)
- Kőmíves Kelemen (kantáta, 1958)
- Frammenti Musicali (szextett: fúvósötös, zongora, 1958)
- Rapszódia (gordonka, zongora, 1959)
- A tenger lánya (balett, 1961)
- Concerto, in memoriam Béla Bartók (1962)
- Metamorfosis (1966)
- Partita (1967)
- Sinfonia a variazione (1970)
- Epilogus (1973)
- Paraszti háború (oratórium, 1975)
- Concertino (kamarazenekar, 1976)
- Pasztorál és rondó (1978)
- Savonarola (oratórium, 1979)

## Díjai, elismerései

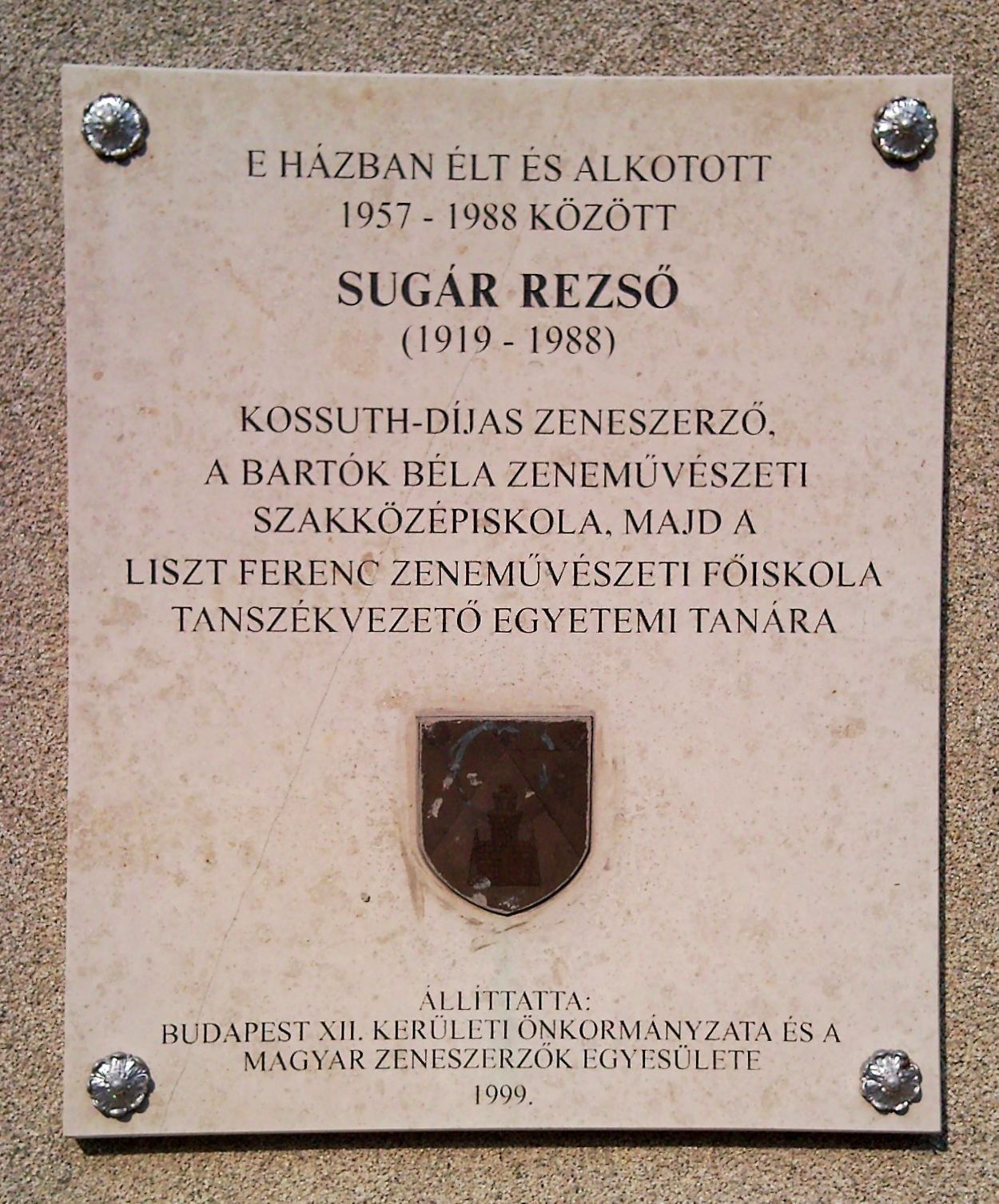
Emléktáblája a budapesti Zsolna utcában

- Erkel Ferenc-díj (1953)
- Kossuth-díj (1954)
- Kiváló tanár (1965)
- Érdemes művész (1976)
- Bartók–Pásztory-díj (1986)

## Diszkográfia
- Concerto in memoriam Bélæ Bartók / Sinfonia a variazione / Epilogue, HCD 31189, 1996
- Savonarola – oratorio, HCD 12518, 1997
- Hunyadi – Hősi ének szólóénekesekre, kórusra és zenekarra (heroic song for solos, chorus & orchestra), HCD 31794, 2000
- Arany felhők – Kortárs magyar dalok (Golden Clouds – Hungarian Contemporary Songs), 2000
- Barokk szonatina / 2. és 3. Vonósnégyes / Szonáta hegedűre és zongorára / Frammenti Musicali (Baroque Sonatina / Quartetti Nos. 2 & 3 / Sonata per violino e pianoforte / Frammenti Musicali), HCD 32029, 2003
- Partita vonószenekarra / Metamorfosi / Szvit (Partita for string orchestra / Metamorfosi / Suite), HCD 32487, 2008

## Könyvek, kották
- Sugár Rezső: Szonáta hegedűre és zongorára (1959)
- Sugár Rezső: Hunyadi. Hősi ének – Ein Heldengesang (1961)
- Sugár Rezső: Partita per archi (1974)